# Santa Lucía (Chiriquí)
Santa Lucía es un corregimiento del distrito de Remedios en la provincia de Chiriquí, República de Panamá. La localidad tiene 492 habitantes (2010).